# Scania-Vabis L10
Scania-Vabis L10/L40/L51 är en serie lastbilar, tillverkade av den svenska biltillverkaren Scania-Vabis mellan 1944 och 1959.

## Scania-Vabis L10
Under andra världskriget gick Scania-Vabis hela produktion till försvarsmakten och andra offentliga institutioner, men företaget konstruerade en ny generation lastbilar för tiden efter kriget, då det uppdämda behovet av nya bilar förväntades vara mycket stort. Den första efterkrigsmodellen, L10, introducerades redan hösten 1944. Det var den första Scania-Vabis-bilen med vänsterstyrning. L10-serien hade en fyrcylindrig variant av den enhetsmotor som Scania-Vabis introducerat i slutet av 1930-talet och som även fanns i sex- och åttacylindrigt utförande, för bensin eller diesel. Dieselmotorn i L10:an var av förkammartyp. Bilen fanns även i fyrhjulsdrivet utförande, kallad F10. Den hade chassi från krigstidens militärlastbilar och såldes även med bensinmotor.
Före kriget hade Scania-Vabis köpt in många komponenter från Tyskland och Storbritannien, men dessa fick nu i stor utsträckning ersättas av svensktillverkade komponenter. Tyvärr sattes produktionen i flera fall igång utan tillräcklig utprovning och dessa första efterkrigsbilar drabbades av kvalitetsproblem som kostade Scania-Vabis både pengar och anseende att åtgärda.

## Scania-Vabis L40
I slutet av 1949 introducerade Scania-Vabis en direktinsprutad utveckling av sin enhetsmotor. Den hade konstruerats i samarbete med den brittiska lastbilstillverkaren Leyland Motors. Med den nya motorn bytte den fyrcylindriga lastbilen namn till L40. I övrigt var bilen i stort sett oförändrad. I början av 1950 byggdes även ett litet antal fyrhjulsdrivna F40, innan modellen försvann på grund av liten efterfrågan. 1951 byttes den gamla osynkroniserade fyrväxlade växellådan ut mot en ny femväxlad låda med synkronisering på de fyra högsta växlarna.
Kunderna döpte snart Scania-Vabis minsta lastbil till ”skakfyran”, då den direktinsprutade motorn led av kraftiga vibrationer på vissa varvtal.

## Scania-Vabis L51 Drabant
Våren 1953 kom den sista utvecklingen av Scania-Vabis enhetsmotorer med större cylindervolym. Den fyrcylindriga lastbilen kallades nu L51 Drabant, med en lastförmåga på 5,5 till 6 ton. Det var den första Scania-Vabis-bilen som fick ett egennamn.

## Motorer
| Modell      | Årsmodell | Motor                    | Cylindervolym | Effekt     | Bränslesystem |
| ----------- | --------- | ------------------------ | ------------- | ---------- | ------------- |
| F10         | 1944-49   | B402: 4-cyl radmotor ohv | 5650 cm³      | 105-115 hk | Bensinmotor   |
| L10,F10     | 1944-49   | D402: 4-cyl radmotor ohv | 5650 cm³      | 90 hk      | Dieselmotor   |
| L40,F40     | 1949-53   | D422: 4-cyl radmotor ohv | 5650 cm³      | 90 hk      | Dieselmotor   |
| L51 Drabant | 1953-59   | D442: 4-cyl radmotor ohv | 6232 cm³      | 100 hk     | Dieselmotor   |

## Bilder

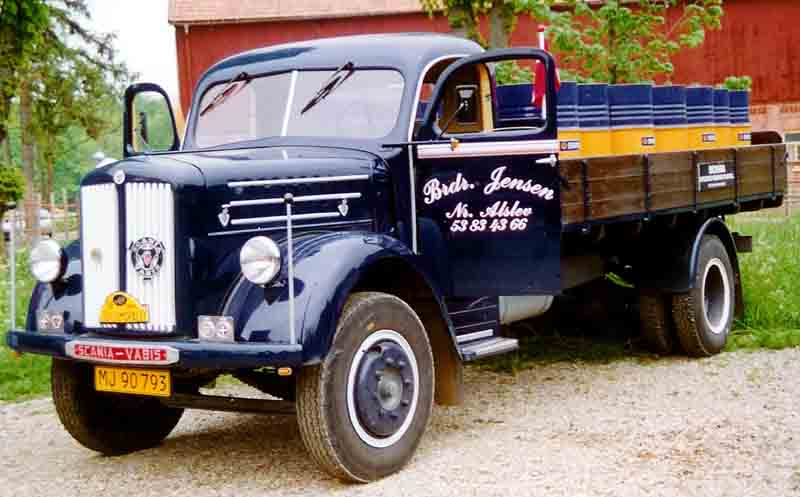
Scania-Vabis L44 1949
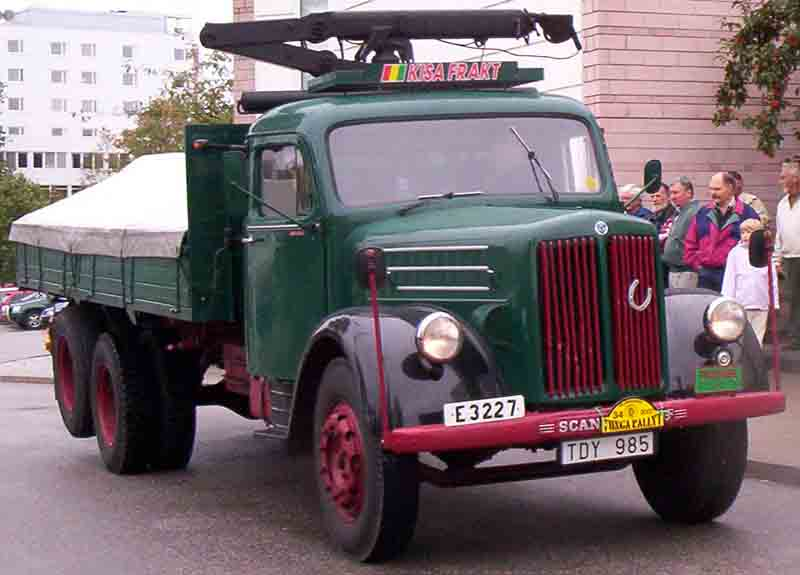
Scania-Vabis L51 Drabant 1954